# Torre Tolanca
La torre Tolanca es una atalaya de origen musulmán situada en el municipio español de Sonseca, en la provincia de Toledo. Se encuentra al suroeste del núcleo urbano y se puede acceder a ella por el Camino de la Estrella.

## Historia
Su origen es andalusí, aproximadamente del siglo X, y formaba parte de una red de torres de vigilancia y control de los Montes de Toledo, para la defensa de la ciudad de Toledo en sus luchas internas. La barbacana adosada puede ser posterior ya que se aprecia un tipo de construcción diferente, de época cristiana, aproximadamente del siglo XII-XIII, empleándose con la finalidad de defender Toledo de almohades y almorávides. La repoblación posterior a partir del siglo XIV trajo como consecuencia su desocupación y abandono. 

## Descripción
El conjunto de la fortificación consta de una torre y una especie de barbacana posterior adosada a su lado este. La torre es rectangular, de unos 23 x 9 metros, y gruesos muros de casi 3 m de grosor. Su altura máxima son unos 10 m, pero originariamente pudo sobrepasar los 14-15 metros.
En su estado actual la torre tiene dos alturas pero por los materiales acumulados debió tener un tercer nivel que bien pudo ser una terraza con coronamiento. La planta baja se asienta en la roca y tiene dos estancias cubiertas con bóveda de medio cañón y varias aberturas a la planta superior. La estancia más pequeña pudo emplearse como almacén. Aunque actualmente hay una entrada para acceso al interior, originariamente no tenía ninguna abertura al exterior. Para el acceso a la planta superior se ha colocado una escalera metálica de color verde fosforito.
El segundo nivel se asentaba sobre la cubierta abovedada y sólo tiene una estancia, probablemente para alojamiento de sus moradores. Por los restos encontrados pudo estar también cubierta por una bóveda. En la cara Este se encuentra la única abertura existente y que constituía la entrada a la torre, una puerta de escala, a unos 6 metros de altura. Cabe pensar de la existencia de un tercer nivel, a modo de terraza, pero se carece de datos.
Adosada a la torre en su cara este se conservan restos de una construcción tipo barbacana rematada de forma semicircular y con la entrada acojonada entre dos muros paralelos. Estos muros son más estrechos que los de la torre y junto con su forma hace pensar que su origen fue posterior, de época cristiana.

## Protección
La Torre Tolanca es un edificio histórico que se encuentra bajo la protección de la Declaración genérica del Decreto de 22 de abril de 1949, y la Ley 16/1985 sobre el Patrimonio Histórico Español.